# Дрібний біс (роман)
«Дрібний біс» — роман російського письменника-символіста Федора Сологуба, вперше опублікований в 1905 році (частково). Окреме видання роману вийшло у 1907 році. Роман Федора Сологуба витримав десять прижиттєвих видань і став одним з найпопулярніших романів в Російській імперії.

## Написання роману
Як зазначено в передмові, роман писався 10 років (1892–1902), хоча в дійсності робота власне над твором почалась у 1897 році, до того автор лиш готував нариси та сюжетні лінії. Оприлюднити роман виявилось не легко, багато видань відмовлялись друкувати його та повертали рукопис, уникаючи ризику. Роман був зовсім не простим — у ньому присутні теми сексуальних збочень, а персонажі не викликали симпатії через свою злобність, мстивість і брехливість. Жалюгідність цих людей доведена до гротескності.

## Сюжет і головні герої роману
Головний персонаж твору — Ардальон Борисович Передонов, вчитель словесності в гімназії та статський радник, — обмежена, груба, забобонна, брехлива та неприємна особа, схильний до садизму і психічного розладу. Він живе разом зі своєю родичкою Варварою Дмитрівною Малошиною, як він запевняє інших, — троюрідною сестрою. Ардальон Борисович мріє про місце інспектора гімназії. Варвара Дмитрівна пообіцяла попросити княгиню Вовчанську, щоб та поклопоталася йому про місце інспектора, але як нібито сказала княгиня, він має одружитись на Варварі Дмитрівні. Малошина дурить його і за гроші домовляється з вдовою Грушиною написати лист нібито від княгині. Передонов думає про те, чи не посвататися на одній з сестер свого знайомого Рутилова. Рутилов не проти, а от сестри Рутилова лиш сміються над ним і глузують. Переполовенська сподівалася видати за нього заміж свою племінницю. Передонов хоче також посватати свого друга Володина за молоду дівчину Надію Василівну Адаменко, що живе зі своїм молодшим братом-гімназистом. Та Володин такий само обмежений, як і Передонов, Надії Василівні з ним не цікаво, і вона йому згодом відмовляє.
Тим часом Грушина підроблює лист «від княгині», Варвара Дмитрівна віддає лист Передонову. Той якось промовився про це багатій вдові Вершиній, у якої живуть брат і сестра поляки Владя і Марта. Вершина думала про те, щоб віддати безприданицю Марту заміж за Передонова, і натякає, що Варвара могла його обдурити, адже конверту листа немає. Але Варвара і Грушина присилають другий лист через петербурзьких знайомих уже з конвертом. Переполовенська, незадоволена розвитком подій, пускає слух, що Володин коханець Варвари, хоч це не так. Передонов у своїй недовірі інколи доходить до параної — він гадає, що його через заздрощі можуть отруїти і може це зробити навіть сама Варвара Дмитрівна. Ардальон Борисович хоче перестрахуватись — сходити до найвпливовіших осіб міста і попросити у їх не вірити в наклепи щодо нього. Спершу Передонов іде до міського голови Скучаєва, потім до прокурора Авіновіцького, до предводителя дворянства Вериги, до голови земельного повітового земського управління Кирилова, до справника Міньчукова.
Тим часом в поселенні пройшли чутки, що в гімназію поступає новий учень — Саша Пильников — доволі гарний, «більш схожий на дівчинку, чим на хлопця» за словами городян. Це стає для Передонова нав'язливою ідеєю — він цілком серйозно гадає, що Саша Пильніков переодіта дівчина. Він запевняє в цьому директора гімназії — директор вирішив це перевірити разом з гімназичним лікарем, це, звичайно, виявилось неправдою. Одна з сестер Рутилових вирішує сходити подивитись на цього Сашу Пильникова, про якого ходять такі чутки. Людмила швидко знаходить з хлопцем спільну мову попри різницю у віці. Згодом Людимила розуміє, що вона закохалась в Сашу, вони починають часто ходити одне до одного в гості. Одного разу вона його впрошує роздягтись по пояс, що перетворилось у звичку. Згодом Саша навіть сниться Людмилі, сниться він інколи і Передонову, у снах він його спокушає. Передонов починає божеволіти, він бачить маленьку недотикомку — дрібного біса, він навіть боїться кота і відводить його в перукарню, щоб там його постригли. Божевілля Передонова стає помітнішим. Одного разу його в клубі побив нотаріус Гудаєвський, за те, що він висік його сина дома. Директор пропонує Ардальону покинути гімназію, на що той заявляє, що буде інспектором. Він виколює очі королям і валетам на гральних картах, пише доноси на недотикомку, на баранця, який прикидається Володиним. На підході вже і весілля Ардальона Борисовича і Варвари Дмитрівни. Після весілля життя у них практично не змінилось. Переполовенська дізналась, що Варвара все підлаштувала з листом і порадила Передонову в анонімному листі пошукати княгиню у себе, але той все не правильно зрозумів. Згодом, чутки про підроблений лист розходяться по всьому місту, всі сміються над обдуреним Передоновим, а особливо в домі у Вершиної. Марта тим часом виходить заміж за Мурина. Передонов намагається спіймати з допомогою клею недотикомку, але та в його уяві не прилипає до підлоги. Варвара і Грушина пишуть анонімний лист директору гімназії Хрипачу, що Саша зацікавлений однією з сестер Рутилових віддається розпусті разом з нею.
Незабаром актори місцевого театру влаштовують маскарад. Сестри Рутилові вирішили нарядити Сашу гейшею і зробили це так майстерно, що перший дамський приз дістався саме йому (ніхто не впізнав хлопчика). Натовп під впливом алкоголю став вимагати зняти маску з гейші, а у відповідь на відмову спробували схопити гейшу, але Сашу врятував актор Бенгальський, що виніс його на руках з натовпу. Передонов вирішив тим часом спалити недотикомку, яка знову почала йому ввижатись. Він підніс сірника до завіси і через якусь мить спалахнула пожежа. Її помітили вже на вулиці. Театр згорів, але люди врятувалися. Наступні події переконали всіх, що чутки про Сашу та панночок Рутилових — маячня. Передонов почав розуміти, що його обдурили щодо листа княгині. Якось увечері до нього зайшов Володин, і вони сіли за стіл. Гість «бекав», пустував і жартував над хазяїном. Передонов ,оскаженілий, схопив ніж і перерізав Володину горло. Коли увійшли сусіди, вбивця сидів понуро та бурмотів щось незв'язне і безглузде.  

## Символічні образи роману
Роман «Дрібний біс» є символістським. У ньому присутні багато символів. Та сама «недотикомка» — образ зла, що зустрічається і в творах інших письменників попередників Сологуба. «Недотикомка» мучила не тільки Передонова, але й самого автора. Він написав раніше вірш про неї — «Недотикомка серая…»:
«Недотыкомка серая

Всё вокруг меня вьётся да вертится, — 
То не Лихо ль со мною очертится

Во единый погибельный круг?

Недотыкомка серая

Истомила коварной улыбкою,

Истомила присядкою зыбкою, — 
Помоги мне, таинственный друг!

Недотыкомку серую

Отгони ты волшебными чарами,

Или наотмашь, что ли, ударами,

Или словом заветным каким.

Недотыкомку серую

Хоть со мной умертви ты, ехидную,

Чтоб она хоть в тоску панихидную

Не ругалась над прахом моим».
Отже, цей образ невловимої тіні зла, яка ніби є, але водночас її ніби немає, з'явився значно раніше. Образ міста у романі походить до Витегри, де Сологуб жив у 1889–1892 рр. . Персонажі «Дрібного біса», також як і «Важких снів», були наділені рисами своїх живих моделей. Були реальні Передонов, панночки Рутилові, історія з маскарадом. Наскільки відомо, прототипом вчителя був якийсь Страхов, за словами Сологуба, більш божевільний, ніж Передонов, що дійсно зійшов з розуму остаточно в 1898 році. Що стосується «симфонії парфумів» Людмили, то великим любителем парфумерії був сам письменник, на столі у якого, за спогадами сучасників, завжди стояв флакон з парфумами. Справа навіть не в самій парфумерії, скільки у значенні запаху, аромату для творчості Сологуба в цілому. Ароматом можна виразити почуття, як наприклад з допомогою мистецтва, про що і говорить Людмила Саші — це і є символічний образ «симфонії парфумів».